# 559 Nanon
559 Nanon
559 Nanon là một tiểu hành tinh ở vành đai chính. Nó được Max Wolf phát hiện ngày 8.3.1905 ở Heidelberg và được đặt theo tên Nanon, nhân vật trong vở operetta cùng tên của Richard Genée.